# U 340
U 340 war ein deutsches U-Boot vom Typ VII C, das im U-Boot-Krieg während des Zweiten Weltkriegs von der Kriegsmarine im Nord- und Mittelatlantik eingesetzt wurde. Es wurde unmittelbar nach der Einfahrt ins Mittelmeer – dem sogenannten „Gibraltardurchbruch“ – von dort patrouillierenden britischen Seestreitkräften schwer beschädigt und anschließend selbstversenkt. Ein Mann ertrank, während 48 von den Briten gefangen genommen wurden.

## Geschichte
Vom 16. Oktober 1942 bis zum 1. Mai 1943 war U 340 der 8. U-Flottille unterstellt und in Danzig stationiert. Kommandant Klaus unternahm in dieser Zeit Ausbildungsfahrten in der Ostsee zum Einfahren des Bootes und zum Training der Besatzung. Anfang Mai 1943 kam U 340 als Frontboot zur 6. U-Flottille, einer ursprünglich ebenfalls in Danzig stationierten Frontflottille, deren Stützpunkt seit Februar 1942 Saint-Nazaire an der französischen Atlantikküste war.
Am 29. April 1943 brach Kommandant Klaus mit U 340 zu seiner ersten Feindfahrt mit diesem Boot auf. U 340 patrouillierte auf dieser Unternehmung im Nordatlantik sowie südöstlich von Kap Farvel und lief am 31. Mai in Bordeaux ein. Von hier aus lief U 340 am 6. Juli 1943 zu seiner zweiten Unternehmung aus. Das Boot gehörte zu einer Gruppe von insgesamt vier U-Booten, die vor Freetown das Gefecht mit alliierten Schiffen suchen sollten. Kommandant Klaus versenkte auf dieser Unternehmung keine Schiffe. Auf der Rückfahrt nach Nordfrankreich rettete U 340 vor der portugiesischen Küste fünf deutsche Flieger aus dem Wasser. Am 2. September lief das Boot in Saint-Nazaire ein. Von hier aus lief U 340 am 17. Oktober 1943 zu seiner dritten und letzten Unternehmung aus. Anfang November versuchte Klaus mit seinem Boot die Straße von Gibraltar zu passieren, die von britischen Seestreitkräften stark gesichert wurde. Am 1. November wurde das Boot von einer Vickers Wellington entdeckt und mit Leigh light erfasst.

## Versenkung
Während des Kampfes mit den Alliierten wurde das U-Boot U 340 am 2. November 1943 durch die britischen Zerstörer Active und Witherington und der Sloop Fleetwood stark beschädigt. Dies geschah mit der Unterstützung der Vickers Wellington „R“ und „W“ des 179. Geschwaders der RAF. U 340 trug durch die Angriffe erhebliche Beschädigungen davon und machte stark Wasser. Dennoch gelang es Kommandant Klaus, sich mit seinem Boot aus dem Gefecht zurückzuziehen und U 340 in 180 m Tiefe auf Grund zu legen. Nach einer Beratung mit seinen Offizieren entschloss sich Klaus, das Boot aufzugeben, die 49-köpfige Besatzung nahe der spanischen Küste von Bord gehen zu lassen und U 340 durch Sprenggranaten und Öffnen der Ventile selbst zu versenken, was vom Kommandanten selbst und seinem leitenden Ingenieur durchführt wurde. Die Männer verließen mit sämtlichen Schwimmwesten und Rettungsschlauchbooten das U-Boot, zuletzt die beiden für die Versenkung Verantwortlichen. Das verlassene U-Boot sank an der Position 35° 49′ 0″ N, 5° 14′ 0″ W.

### Nachspiel
Nachdem die Männer etwa vier Stunden im Wasser getrieben waren, wurden sie im Morgengrauen von mehreren spanischen Fischkuttern an Bord genommen – es waren jedoch nur 48 Mann. Der Maschinenobergefreite Gerhard Hinz, der als einer der ersten das Boot verlassen hatte, war aus ungeklärten Gründen umgekommen. Die Überlebenden feierten voller Freude ihre Rettung – zu früh, denn kurz darauf tauchte die HMS Fleetwood auf und zwang die spanischen Fischer mit Warnschüssen ihrer Maschinengewehre, ihnen die Deutschen zu überlassen. So gerieten diese doch noch in die Kriegsgefangenschaft der Briten, aus der einige erst Ende 1947 zurückkehrten.
Die spanische Regierung protestierte gegen die erzwungene Auslieferung der Gefangenen. Die Briten entgegneten jedoch, dass die Aktion der Fleetwood unter humanitären Umständen durchgeführt wurde, da die Besatzung von U 340 in einem kränklichen Zustand gewesen sei. Überlebt haben vier Offiziere, vier Unteroffiziere und 40 Männer der Mannschaft. Das U-Boot U 340 wurde nicht geborgen.